# Hookfoot
Hookfoot was een Britse rockband.

## Bezetting
Oprichters
- Caleb Quaye[2] (gitaar, piano, zang)
- Ian Duck[3] (zang, gitaar, harmonica)
- Roger Pope[4] (drums)
- David Glover[5] (basgitaar)

Tijdelijke leden
- Bob Kulick[6] (gitaar, zang)
- Mick Grabham (basgitaar)
- Peter Ross[7] (harmonica, zang)

## Geschiedenis
De band was ook werkzaam als achtergrondband voor Elton John op de meeste van zijn vroege opnamen voor DJM Records. Basgitarist Fred Gandy (voorheen Bluesology) verving David Glover, die de band verliet na het uitbrengen van het tweede album.

## Discografie

### Singles
- 1969: Way of the Musician / Hookfoot
- 1971: Don't Let It Bring You Down / Coombe Gallows
- 1972: Sweet Sweet Funky Music / The Opener
- 1972: Freedom / Heart to Heart Talking / Red Man
- 1973: So You Wanna Be a Rock 'n' Roll Star / Mr. Money

### Albums
- 1969: A Piece Of Pye
- 1970: Turn the Radio On
- 1971: Hookfoot
- 1972: Good Times A' Comin'
- 1973: Communication
- 1974: Roarin'
- 1975: Headlines  (dubbel-compilatiealbum met So You Wanna Be a Rock 'n' Roll Star en vier niet-uitgebrachte nummers)
- 1972: Hookfoot Live In Memphis (uitgebracht in 1990)